# Canal Saen Saep
Khlong Saen Saep (en tailandés, คลองแสนแสบ) es un canal (khlong) de 72 kilómetros en el centro de Tailandia, que conecta el centro histórico de Bangkok con la provincia de Chachoengsao. A lo largo de 18 kilómetros es utilizado como transporte público por un servicio de lanchas.
Al oeste se conecta al río Chao Phraya a través del Canal Khlong Rop Krung, en el distrito Phra Nakhon, y atraviesa 21 distritos hasta llegar al oeste a la provincia de Chachoengsao, justo en el límite con la provincia de Prachinburi. Está conectado en su trayectoria con más de cien canales más pequeños.
Pese a ser utilizado como vía de transporte por miles de personas diariamente, el canal Saen Saep se encuentra muy contaminado. Un informe del Departamento de Control de Contaminación reveló que había más de 400 fuentes de contaminación, como hoteles y grandes tiendas que arrojaban aguas residuales al canal.
Su construcción fue ordenada por el rey Rama III durante el conflicto bélico en el que el antiguo Reino de Siam le arrebató Camboya a Annam, para establecer un transporte de agua para soldados y armas. Las obras comenzaron en 1837 y se concluyeron tres años más tarde.

## Lanchas Exprés del Canal Saen Saep

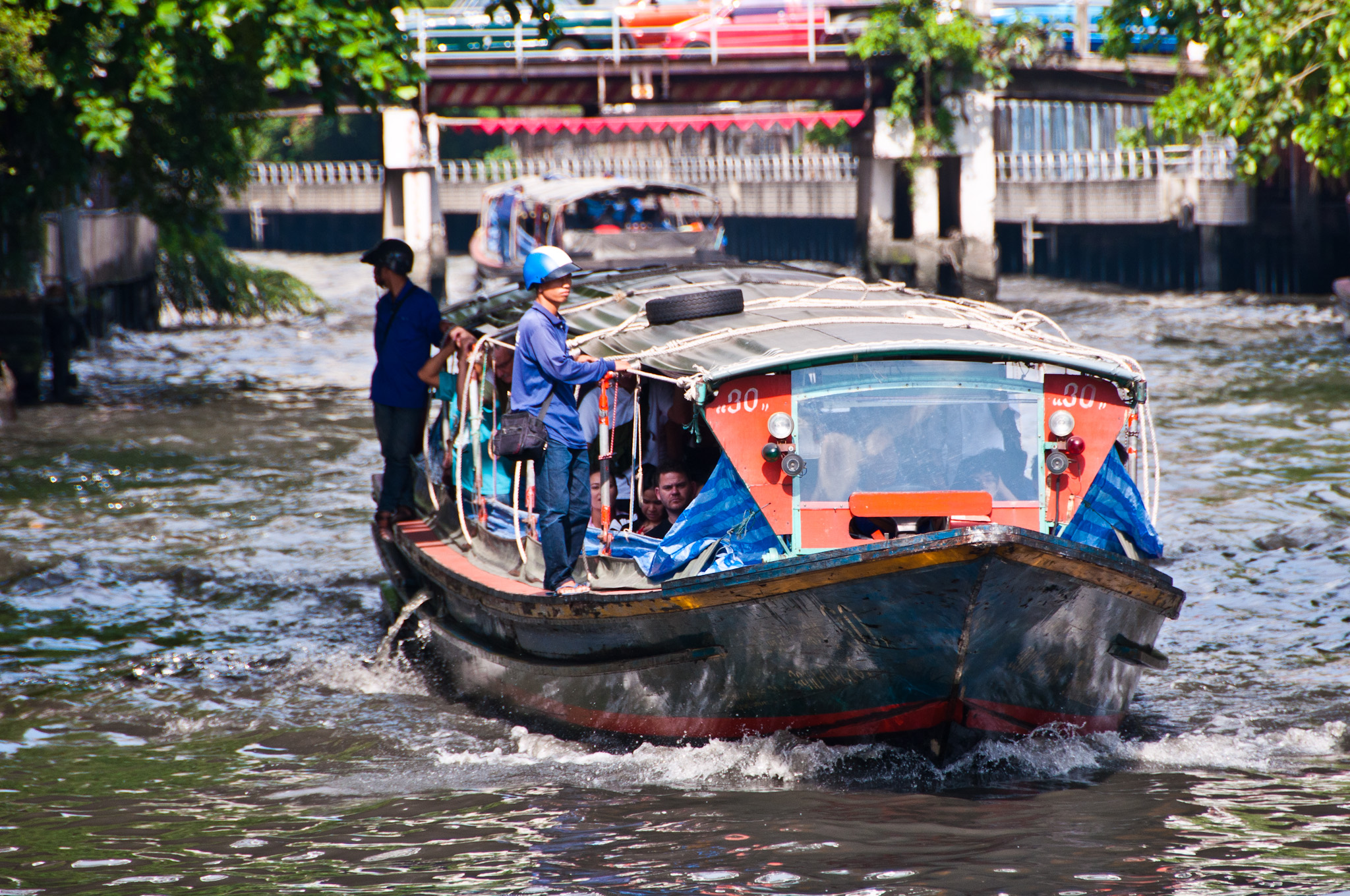

El servicio de lanchas exprés del canal Saen Saep (Khlong Saen Saep Express Boat) es un transporte público económico que recorre 18 kilómetros. Consta de dos líneas de lanchas (Golden Mount y NIDA) que se conectan en el muelle de Pratunam y que permiten el transporte de pasajeros entre el muelle Phan Fa Lilat (en cercanías del templo Wat Saket, junto a la avenida Ratchadamnoen, en el distrito Phra Nakhon) y el muelle Wat Sriboonreung (en el distrito Bang Kapi).
El sistema consta de dos líneas: Golden Mount (con seis muelles de ascenso y descenso de pasajeros) y NIDA (con 21 muelles):
| Línea Golden Mount | Línea Golden Mount                                                               | Línea Golden Mount                                                   |
| Muelle             | Conexiones                                                                       | Lugares cercanos                                                     |
| ------------------ | -------------------------------------------------------------------------------- | -------------------------------------------------------------------- |
| Phan Fa Leelat     |                                                                                  | Templo Wat Saket, Democracy Monument (400 m), calle Khao San (800 m) |
| Bobe Market        |                                                                                  | Mercados de ropa Bo Bae                                              |
| Charoen Phon       |                                                                                  | Mezquita Jamiul Khairiyah                                            |
| Ban Krua Nua       |                                                                                  | Casa Museo Jim Thompson                                              |
| Hua Chang          | Skytrain (BTS) en las estaciones Ratchathewi (300 m.) y National Stadium (400 m) | Centros comerciales MBK y Siam Square (300 m.)                       |
| Pratunam           | Intercambio con Línea NIDA                                                       | Centro comercial Central World y mercado Pratunam                    |

| Línea NIDA             | Línea NIDA                                                                    | Línea NIDA                                        |
| Muelle                 | Conexiones                                                                    | Lugares cercanos                                  |
| ---------------------- | ----------------------------------------------------------------------------- | ------------------------------------------------- |
| Pratunam               | Intercambio con Línea Golden Mount                                            | Centro comercial Central World y mercado Pratunam |
| Chit Lom               | Skytrain (BTS) en la estación Chit Lom (500 m.)                               |                                                   |
| Witthayu               | Skytrain (BTS) en la estación Phloen Chit (600 m.)                            |                                                   |
| Nana Nuea              |                                                                               | Distrito Rojo de Nana Plaza                       |
| Saphan Asok            | Estación de metro (MRT) Phetchaburi y estación Makkasan del Airport Rail Link | Locales nocturnos de Soi 21 Sukhumvit             |
| Prasan Mit             |                                                                               |                                                   |
| Ital-Thai Tower        |                                                                               |                                                   |
| Wat Mai Chong Lom Pier |                                                                               |                                                   |
| Baan Don Mosque        |                                                                               |                                                   |
| Thong Lo               |                                                                               |                                                   |
| Cham Issara            |                                                                               |                                                   |
| Klong Tan              |                                                                               |                                                   |
| The Mall Ram 3         |                                                                               |                                                   |
| Ramkhamhaeng 29        |                                                                               |                                                   |
| Wat Thepleela          |                                                                               |                                                   |
| Ramkamhaeng            |                                                                               | Universidad Ramkhamhaeng                          |
| Saphan Mit Mahat Thai  |                                                                               | Estadio Huamark                                   |
| Wat Klang              |                                                                               |                                                   |
| The Mall Bang Kapi     |                                                                               | Centro comercial 8                                |
| Bang Kapi              |                                                                               | Mercado Bang Kapi                                 |
| Wat Sriboonreung       |                                                                               |                                                   |

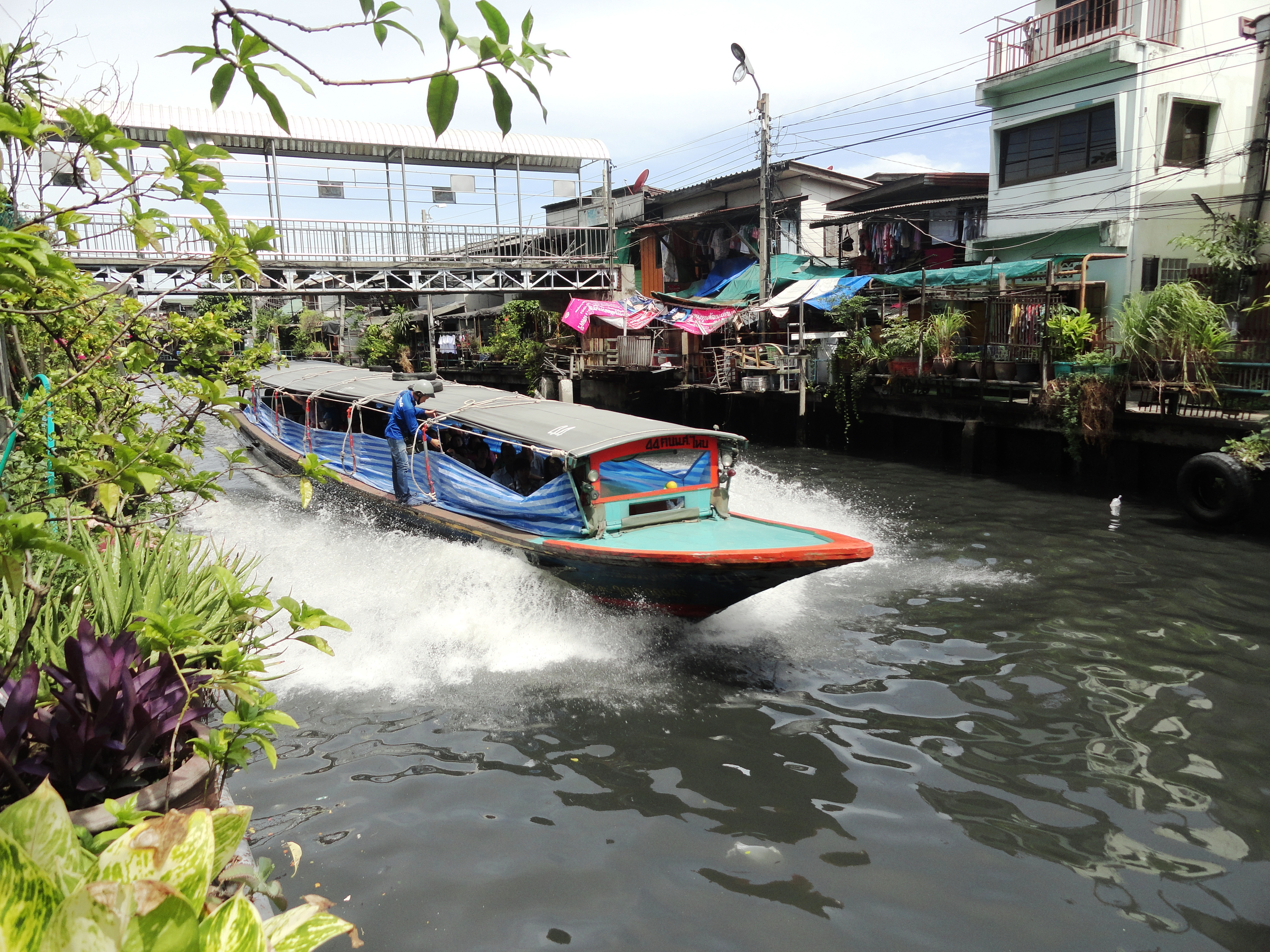

El servicio, utilizado tanto por pobladores como por turistas, comenzó a circular en 1990 y transporta a unos 20.000 pasajeros diarios los fines de semana y 40.000 los días laborables.
El pasaje tiene un costo de entre 10 y 20 bahts, dependiendo de la distancia a recorrer. Funciona de 5:30 a 20:30 los días de semana y hasta las 19 los fines de semana y feriados.
Hay además otras rutas de transporte público fluvial en Bangkok, como el servicio de lanchas del canal Phasi Charoen y el del río Chao Phraya (Chao Phraya Express Boat).